# Micul meu ponei
Micul meu ponei (original: My Little Pony) este o serie de ponei de jucărie din plastic, produsă de producătorul de jucării american, Hasbro. Acești ponei pot fi identificați prin culoarea corpului, coamă și un simbol unic.